# 马斯巴罗梅里尼亚 (克勒兹省)
马斯巴罗梅里尼亚（法語：Masbaraud-Mérignat）是法国克勒兹省的一个市镇，属于盖雷区（Guéret）布尔加纳县（Bourganeuf）。该市镇总面积20.39平方公里，2009年时的人口为373人。

## 人口
马斯巴罗梅里尼亚人口变化图示